# Povijest hokeja na ledu u Hrvatskoj
Godine 2005. Hrvatski savez hokeja na ledu proslavio je 70 godina neprekidnog djelovanja. 
U Zagrebu je 9. prosinca 1935. osnovan Savez klizanja i hokeja na ledu, iako je hokej na ledu u Hrvatskoj postojao još 30 godina ranije, s obzirom na to da je Dr. Franjo Bučar, pionir hrvatskog sporta još davne 1894. god. osnovao klizačku sekciju.
Prve utakmice na prirodnom ledu u Hrvatskoj odigrane su u zimi 1916. god. između HAŠK-a i Prvog hrvatskog športskog društva (PHSD).
Godine 1922. osnovan je Zagrebački zimski podsavez koji je uključivao sportove: klizanje, hokej i skijanje. 
Prva utakmica u hokeju na ledu po kanadskim pravilima odigrana je 3. veljače 1924. g. između HAŠK-a i Zagrebačkog klizačkog društva (ZKD) na ledu pokraj nekadašnjeg hotela "Esplanade" koju je dobio HAŠK s 4:1.
Pravi zamah je hokej na ledu u Hrvatskoj doživio 1930. godine kad su osnovana 4 kluba, ali kao sekcije u sklopu većih športskih društava: Marathon i Concordia, Karlovačko športsko udruženje(KSU), te u Sisku 1931. godine pri športskom društvu "Slavija" i u Varaždinu 1935.g. Postojao je i Primorac iz Karlovca.
Godine 1938. odigrano je prvo prvenstvo Banovine Hrvatske u hokeju na ledu uz sudjelovanje klubova iz Zagreba, Siska, Karlovca i Varaždina.
Doba procvata hrvatskog hokeja na ledu smatra se razdoblje u godinama nakon Drugog svjetskog rata a vezano je uz ime Dragutina Fridricha. Isti je 1946. g. osnovao Hokejski klub "Mladost" koji je 1946. i 1949. osvajao prvenstvo FNR Jugoslavije. 
Godine 1947. u Zagrebu je osnovan HK Zagreb koji je osvojio prvenstvo Hrvatske 1956. g. koje se je odigravalo usporedo s jugoslavenskim prvenstvom. 
Kako je prvi umjetni led dobio Beograd već 1953. g. što je imalo za posljedicu odljev kvalitetnih hrvatskih igrača (profesionalizacija).
Početkom 1960. g. (zbog krize i nedostatka sredstava za ovaj šport) dolazi do spajanja hokej kluba Zagreb i novoosnovanog Medveščaka, koji nastavljaju djelovati pod imenom H.K."Medveščak" Zagreb je dobio prvi umjetni led na Šalati što je pridonijelu boljem i kvalitetnijem radu u hokeju. 
Nakon toga već 1966. g. Zagreb je dobio organizaciju Svjetskog prvenstva skupine B. Dovršetkom gradnje Doma sportova u Zagrebu 1971. g.hokejaši su dobili i drugi umjetni led a već 1984. g. i samostalni matični savez Savez hokeja na ledu Hrvatske. 
Nakon 25 godina t.j. 1986. na scenu se ponovno vraća H.K. "Zagi" koji 1988. mijenja ime u H.K: "Zagreb".
Tada je uz značajnu potporu privrede H.K. Medveščak osvojio 3 jugoslavenska prvenstva (1988.,1989.,1990.) i četiri Kupa. U tim je godinama H.K."Medveščak" pobjeđivao klubove iz Slovenije i Srbije (Olimpija, Jesenice, Partizan i Crvena zvezda). Druga polovica 1980-tih je inače bila zlatno razdoblje hokeja u SFRJ. Tad je dosta igrača iz dvaju nadmoćnih slovenskih klubova, HK Jesenice i HK Olimpije iz Ljubljane, otišlo igrati po drugim klubovima u SFRJ, prvo u C.Zvezdu i Partizan. Počelo se dovoditi hokejaše iz SAD-a, Kanade, a na koncu svega, brojni hokejaški veterani iz hokejaški snažnih europskih zemalja su došli igrati u SFRJ. Onda su hokejaške utakmice punile dvorane.
Raspadom Jugoslavije Savez hokeja na ledu Hrvatske odvojio se je od Jugoslavenskog saveza te od 1991. g djeluje pod današnjim imenom. 
Godine 1992. Hrvatski savez hokeja na ledu je primljen u članstvo međunarodnog saveza hokeja na ledu (IIHF). Danas u samostalnoj Hrvatskoj djeluju četiri kluba hokeja na ledu : H.K. "Medveščak", "Zagreb", "Mladost" i "INA" Sisak, a polovicom 90-tih je jedan od paviljona na Zagrebačkom velesajmu adaptiran u hokejski stadion s cca 500 mjesta, kao treći umjetni led u Zagrebu.